# Lucélia (kommun)
Lucélia är en kommun i Brasilien.   Den ligger i delstaten São Paulo, i den södra delen av landet, 700 km sydväst om huvudstaden Brasília. Antalet invånare är 19 885.
Följande samhällen finns i Lucélia:
- Lucélia

Trakten runt Lucélia består i huvudsak av gräsmarker. Runt Lucélia är det ganska glesbefolkat, med 48 invånare per kvadratkilometer.